# Spodnje Danje
Spodnje Danje is een plaats in Slovenië en maakt deel uit van de gemeente Železniki in de NUTS-3-regio Gorenjska. De plaats telde 48 inwoners op 1 januari 2020.

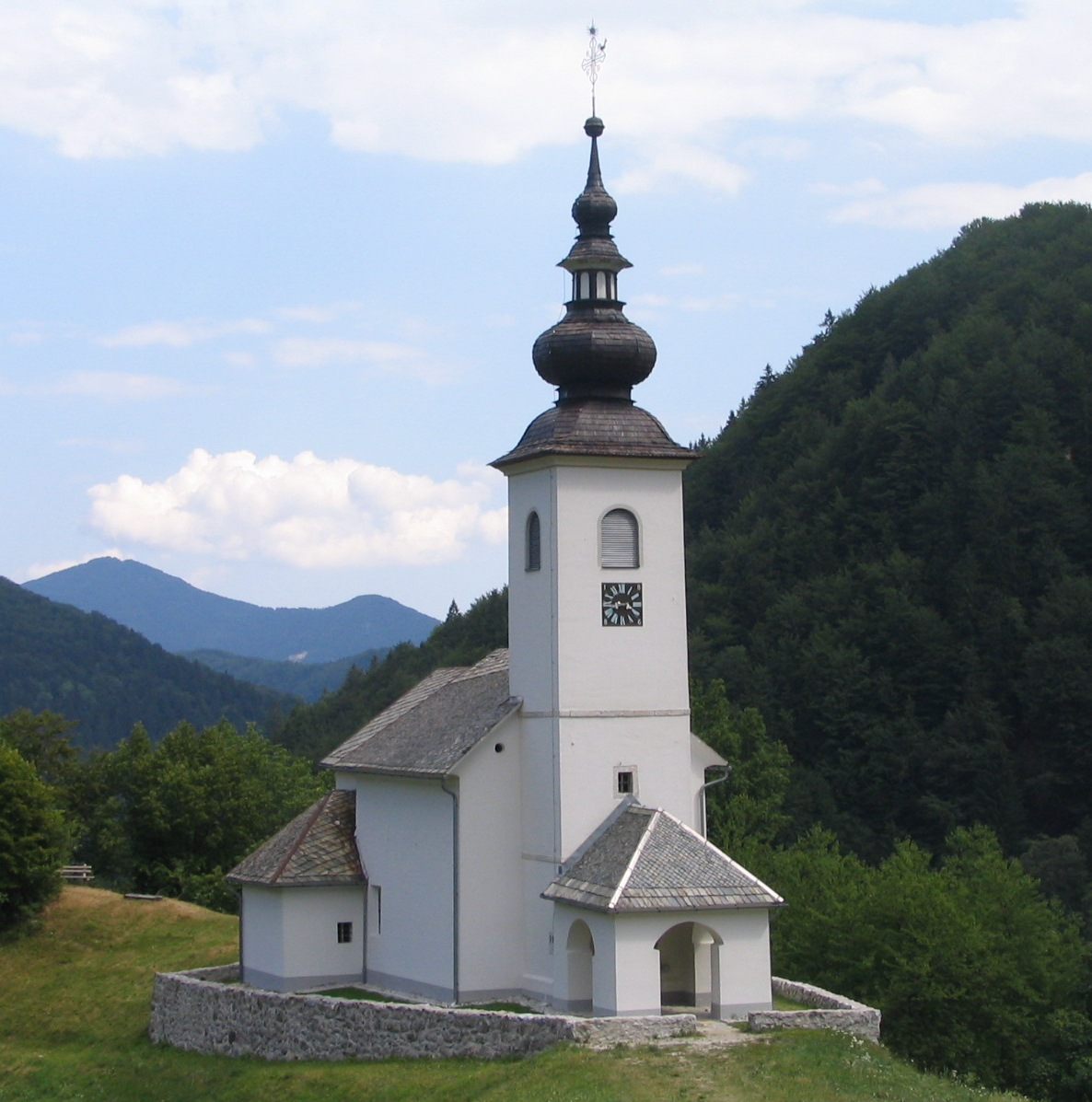
Kerk van St. Marcus
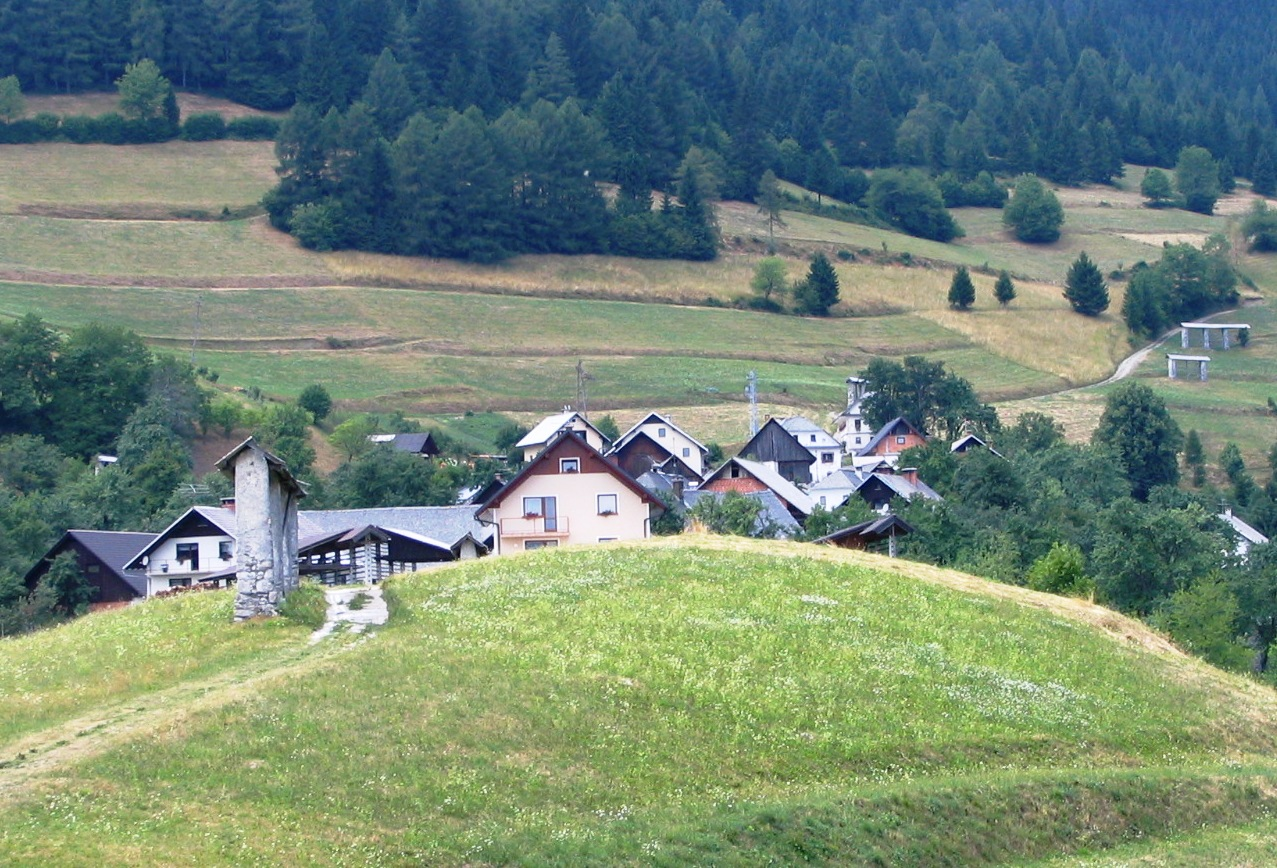
Spodnje Danje